# メルシアのチャド
チャド（Saint Chad of Mercia、古英語: Ceadda、生年不詳 - 672年3月2日）は、ノーサンブリアの出身のキリスト教伝道者。カトリック教会・聖公会・正教会で聖人。同じく聖職者のケッド（Cedd）、キニビル（Cynibil）、ケリン（Caelin）の弟。リンディスファーン（Lindisfarne）第一代司教のアイダン（Aidan）の門弟。

## 来歴
「神の人」と呼ばれた兄ケッドが建設したラスティンガム（Lastingham）の修道院を委ねられ、院長となる。
665年、彼が聖書解読に十分な知識を持ち行いが中庸を得ていることから、ノーサンブリア王オスウィ（Oswiu of Northumbria）によりケントに派遣されヨーク教会の司教に叙階された。教会の教義を異端から護持することに注意を払い、読書に努力した。福音を解くために地方を巡回するのに、乗馬によらず使徒たちのやり方に倣って徒歩で通した。
669年にマーシアの王ウルフヘレに司教派遣の要請を受けたカンタベリー大司教テオドルスによって、正式にマーシアおよびリンジー（Lindsey）の人々のための司教に叙任された。この遠い地方へ赴くにあたって、テオドルスは徒歩の労苦を愛好する習慣に背くと大いに抗議するチャドを、自分の手で馬に乗せ必要な場所には騎乗していくよう説得したという。ウルフヘレ王はチャドのため、アドバルワイ（Ad Barwae）（おそらく現リンカンシャーのバートン（Barton）あるいはバロウ（Barrow））と呼ばれた50世帯の土地を修道院建設用に贈与した。
リッチフィールドに司教座を持ち、この地で死去した。埋葬されたサンタ・マリア教会とその後に同じ場所に建設されたペテロ教会では、しばしば病気治癒の奇跡が行われた、と歴史家のベーダは伝えている。